# Olympische Sommerspiele 2020/Segeln/Qualifikation
Dieser Artikel beschreibt die Qualifikation für die Segelwettbewerbe bei den Olympischen Sommerspielen 2020. Insgesamt gab es 350 Quotenplätze zu vergeben. Diese wurden nicht an Athleten, sondern an die Nation des Athleten, der den Startplatz erkämpft hatte, vergeben.
Der japanischen Delegation stand als Gastgebernation in jedem Wettkampf jeweils ein Quotenplatz zu.
Die meisten Plätze wurden bei den ISAF-Segel-Weltmeisterschaften 2018 im dänischen Aarhus vergeben. Bei den Asienspielen 2018 und den Panamerikanischen Spielen 2019 standen sechs Plätze in den Laser- und Laser-Radial-Klassen für Herren und Damen zur Verfügung, während bei den Weltmeisterschaften 2019 für alle Boote 61 weitere Plätze vergeben wurden. Um das restliche Teilnehmerfeld zu ermitteln wurden kontinentale Qualifikationsregatten ausgetragen.

## Übersicht
| Nation              | Männer | Männer | Männer | Männer | Männer | Frauen | Frauen       | Frauen | Frauen | Mixed    | Gesamt | Gesamt   |
| Nation              | RS:X   | Laser  | Finn   | 470er  | 49er   | RS:X   | Laser Radial | 470er  | 49erFX | Nacra 17 | Boote  | Athleten |
| ------------------- | ------ | ------ | ------ | ------ | ------ | ------ | ------------ | ------ | ------ | -------- | ------ | -------- |
| Ägypten             |        | X      |        |        |        |        | X            |        |        |          | 2      | 2        |
| Algerien            | X      |        |        |        |        | X      |              |        |        |          | 2      | 2        |
| Angola              |        |        |        | X      |        |        |              |        |        |          | 1      | 2        |
| Antigua und Barbuda |        |        |        |        |        |        |              |        |        |          | 1      | 1        |
| Amerikanisch-Samoa  |        |        |        | X      |        |        |              |        |        |          | 1      | 2        |
| Argentinien         | X      | X      | X      |        |        | X      | X            | X      | X      | X        | 8      | 11       |
| Australien          |        | X      | X      | X      | X      |        | X            | X      | X      | X        | 8      | 13       |
| Belgien             |        |        |        |        |        |        | X            |        | X      |          | 2      | 3        |
| Brasilien           |        | X      | X      | X      | X      | X      |              | X      | X      | X        | 8      | 13       |
| Chile               |        | X      |        |        |        |        |              |        |        |          | 1      | 1        |
| China               | X      |        | X      | X      |        | X      | X            | X      | X      | X        | 8      | 12       |
| Dänemark            |        |        |        |        | X      | X      | X            |        | X      | X        | 5      | 8        |
| Deutschland         |        | X      |        |        | X      |        | X            | X      | X      | X        | 6      | 10       |
| El Salvador         |        | X      |        |        |        |        |              |        |        |          | 1      | 1        |
| Estland             |        | X      |        |        |        | X      |              |        |        |          | 2      | 2        |
| Fidschi             |        |        |        |        |        |        | X            |        |        |          | 1      | 1        |
| Finnland            |        | X      |        |        |        | X      | X            |        |        | X        | 4      | 5        |
| Frankreich          | X      | X      |        | X      | X      | X      | X            | X      | X      | X        | 9      | 14       |
| Griechenland        | X      |        | X      | X      |        | X      | X            | X      |        |          | 6      | 8        |
| Großbritannien      | X      | X      | X      | X      | X      | X      | X            | X      | X      | X        | 10     | 15       |
| Guatemala           |        | X      |        |        |        |        | X            |        |        |          | 2      | 2        |
| Hongkong            | X      |        |        |        |        | X      | X            |        |        |          | 3      | 3        |
| Indien              |        | X      |        |        | X      |        | X            |        |        |          | 3      | 4        |
| Irland              |        |        |        |        | X      |        | X            |        |        |          | 2      | 3        |
| Israel              | X      |        |        |        |        | X      | X            | X      |        |          | 4      | 5        |
| Italien             | X      |        |        | X      |        | X      | X            | X      |        | X        | 6      | 9        |
| Japan               | X      | X      | X      | X      | X      | X      | X            | X      | X      | X        | 10     | 15       |
| Kanada              |        |        | X      | X      | X      | X      | X            |        | X      |          | 6      | 9        |
| Kroatien            |        | X      |        |        | X      |        | X            |        |        |          | 3      | 4        |
| Litauen             | X      |        |        |        |        |        | X            |        |        |          | 2      | 2        |
| Malaysia            |        | X      |        |        |        |        | X            | X      |        |          | 3      | 4        |
| Mexiko              | X      |        | X      |        |        | X      | X            |        |        |          | 4      | 4        |
| Montenegro          |        | X      |        |        |        |        |              |        |        |          | 1      | 1        |
| Mosambik            |        |        |        |        |        |        | X            | X      |        |          | 2      | 3        |
| Neuseeland          | X      | X      | X      | X      | X      |        |              |        | X      | X        | 7      | 11       |
| Niederlande         | X      | X      | X      |        | X      | X      | X            | X      | X      |          | 8      | 11       |
| Norwegen            | X      | X      | X      |        |        |        | X            |        | X      | X        | 6      | 8        |
| Österreich          |        |        |        |        | X      |        |              |        | X      | X        | 3      | 6        |
| Papua-Neuguinea     |        | X      |        |        |        |        | X            |        |        |          | 2      | 2        |
| Peru                |        | X      |        |        |        | X      | X            |        | X      |          | 4      | 5        |
| Polen               | X      |        |        |        | X      | X      | X            | X      | X      |          | 6      | 9        |
| Portugal            |        |        |        | X      | X      |        | X            |        |        |          | 3      | 5        |
| Puerto Rico         |        |        |        |        |        |        |              |        |        | X        | 1      | 2        |
| ROC                 | X      | X      |        | X      |        | X      | X            |        |        |          | 5      | 6        |
| Samoa               |        | X      |        |        |        |        |              |        |        |          | 1      | 1        |
| Schweden            |        | X      | X      | X      |        |        | X            | X      |        | X        | 6      | 9        |
| Schweiz             | X      |        |        |        | X      |        | X            | X      |        |          | 4      | 6        |
| Seychellen          |        | X      |        |        |        |        |              |        |        |          | 1      | 1        |
| Singapur            |        | X      |        |        |        | X      |              |        | X      |          | 3      | 4        |
| Slowenien           |        | X      |        |        |        |        |              | X      |        |          | 2      | 3        |
| Spanien             | X      | X      | X      | X      | X      | X      | X            | X      | X      | X        | 10     | 15       |
| St. Lucia           |        | X      |        |        |        |        | X            |        |        |          | 2      | 2        |
| Südafrika           |        |        | X      |        | X      |        |              |        |        |          | 2      | 3        |
| Südkorea            | X      | X      |        | X      |        |        |              |        |        |          | 3      | 4        |
| Thailand            | X      |        |        |        |        | X      | X            |        |        |          | 3      | 3        |
| Trinidad und Tobago |        | X      |        |        |        |        |              |        |        |          | 1      | 1        |
| Tschechien          | X      |        |        |        |        |        |              |        |        |          | 1      | 1        |
| Tunesien            |        |        |        |        |        |        |              |        | X      | X        | 2      | 4        |
| Türkei              |        |        | X      | X      |        | X      | X            | X      |        |          | 5      | 7        |
| Ungarn              |        | X      | X      |        |        | X      | X            |        |        |          | 4      | 4        |
| Uruguay             |        |        |        |        |        |        | X            |        |        | X        | 2      | 3        |
| Venezuela           |        |        | X      |        |        |        |              |        |        |          | 1      | 1        |
| Vereinigte Staaten  | X      | X      | X      | X      |        | X      | X            | X      | X      | X        | 9      | 13       |
| Belarus             | X      |        |        |        |        |        | X            |        |        |          | 2      | 2        |
| Zypern              | X      | X      |        |        |        | X      | X            |        |        |          | 4      | 4        |
| Gesamt: 65 NOKs     | 25     | 35     | 19     | 19     | 19     | 27     | 44           | 21     | 21     | 20       | 250    | 350      |

## Zeitplan
| Qualifikationswettbewerb                                       | Zeitraum                        | Ort                 |
| -------------------------------------------------------------- | ------------------------------- | ------------------- |
| Segel-Weltmeisterschaften 2018                                 | 30. Juli – 12. August 2018      | Aarhus              |
| Asienspiele 2018                                               | 18. August – 2. September 2018  | Jakarta & Palembang |
| Finn Europameisterschaften 2019                                | 10.–18. Mai 2019                | Athen               |
| Laser Weltmeisterschaften 2019                                 | 1.–9. Juli 2019                 | Sakaiminato         |
| Laser Radial Weltmeisterschaften 2019                          | 16.–24. Juli 2019               | Sakaiminato         |
| Panamerikanische Spiele 2019                                   | 26. Juli – 11. August 2019      | Paracas             |
| 470er Weltmeisterschaften 2019                                 | 2.–9. August 2019               | Enoshima            |
| Windsurfen RS:X Weltmeisterschaften 2019                       | 22.–28. September 2019          | Torbole             |
| Nacra 17 Weltmeisterschaften 2019                              | 29. November – 8. Dezember 2019 | Auckland            |
| 49er und 49erFX Weltmeisterschaften 2019                       | 29. November – 8. Dezember 2019 | Auckland            |
| Afrikanische Qualifikationswettbewerbe                         |                                 |                     |
| Afrikameisterschaften 2019 (RS:X, Laser, Laser Radial)         | 6.–12. Oktober 2019             | Algier              |
| Afrikameisterschaften 2020 (470er)                             | 12.–18. Januar 2020             | Luanda              |
| Lanzarote International Regatta 2021 (Nacra 17)                | 23.–28. März 2021               | Lanzarote           |
| Mussanah Open 2021 (49er, 49erFX)                              | 1.–8. April 2021                | Al-Musannah         |
| Finn Gold Cup 2021                                             | 4.–12. Mai 2021                 | Porto               |
| Asiatische Qualifikationswettbewerbe                           |                                 |                     |
| Weltcup Enoshima 2019 (Finn)                                   | 25. August – 1. September 2019  | Enoshima            |
| Asienmeisterschaften 2019 (470er)                              | 16.–21. Dezember 2019           | Shenzhen            |
| Asienmeisterschaften 2021 (Nacra 17)                           | 1.–6. März 2021                 | Shanghai            |
| Mussanah Open 2021 (RS:X, Laser, Laser Radial, 49er, 49erFX)   | 1.–8. April 2021                | Al-Musannah         |
| Europäische Qualifikationswettbewerbe                          |                                 |                     |
| Europameisterschaften 2021 (RS:X)                              | 22.–28. November 2020           | Vilamoura           |
| Weltmeisterschaften 2021 (470er)                               | 5.–13. März 2021                | Vilamoura           |
| Lanzarote International Regatta 2021 (49er, 49erFX, Nacra 17)  | 23.–28. März 2021               | Lanzarote           |
| Vilamoura International Regatta 2021 (Laser und Laser Radial)  | 17.–24. April 2021              | Vilamoura           |
| Finn Gold Cup 2021                                             | 4.–12. Mai 2021                 | Porto               |
| Nordamerikanische Qualifikationswettbewerbe                    |                                 |                     |
| Panamerikanische Spiele 2019 (49er, 49erFX und Nacra 17)       | 26. Juli – 11. August 2019      | Paracas             |
| Weltcup Miami 2020 (RS:X, Finn, Laser, Laser Radial und 470er) | 19. – 25. Januar 2020           | Miami               |
| Südamerikanische Qualifikationswettbewerbe                     |                                 |                     |
| Panamerikanische Spiele 2019 (49er, 49erFX und Nacra 17)       | 26. Juli – 11. August 2019      | Paracas             |
| Copa Brasil 2019 (Laser, Laser Radial, Finn)                   | 25.–30. November 2019           | Rio de Janeiro      |
| Südamerikameisterschaften 2020 (RS:X)                          | 9.–15. Februar 2020             | Mar del Plata       |
| Südamerikameisterschaften 2020 (470er)                         | 11.–17. Februar 2020            | Mar del Plata       |
| Ozeanische Qualifikationswettbewerbe                           |                                 |                     |
| Finn Gold Cup 2019                                             | 16.–21. Dezember 2019           | Melbourne           |
| Sail Melbourne International 2020 (470er)                      | 17.–21. Januar 2020             | Melbourne           |
| Nacra17 Weltmeisterschaften 2020                               | 11.–16. Februar 2020            | Geelong             |
| 49er & 49erFX Weltmeisterschaften                              | 11.–16. Februar 2020            | Geelong             |
| Laser Weltmeisterschaften 2019                                 | 11.–16. Februar 2020            | Melbourne           |
| Laser Radial Weltmeisterschaften 2019                          | 21.–27. Februar 2020            | Melbourne           |
| Windsurfen RS:X Weltmeisterschaften 2019                       | 23.–29. Februar 2020            | Auckland            |

## Männer

### Windsurfer – RS:X
| #  | Nation             | Qualifikationswettbewerb            |
| -- | ------------------ | ----------------------------------- |
| 1  | Japan              | Gastgeber                           |
| 2  | Niederlande        | Weltmeisterschaften 2018            |
| 3  | Frankreich         | Weltmeisterschaften 2018            |
| 4  | Großbritannien     | Weltmeisterschaften 2018            |
| 5  | Polen              | Weltmeisterschaften 2018            |
| 6  | Italien            | Weltmeisterschaften 2018            |
| 7  | Griechenland       | Weltmeisterschaften 2018            |
| 8  | China              | Weltmeisterschaften 2018            |
| 9  | Spanien            | Weltmeisterschaften 2018            |
| 10 | Israel             | Weltmeisterschaften 2018            |
| 11 | Norwegen           | Weltmeisterschaften 2018            |
| 12 | Südkorea           | Weltmeisterschaften 2019            |
| 13 | Hongkong           | Weltmeisterschaften 2019            |
| 14 | Belarus            | Weltmeisterschaften 2019            |
| 15 | Schweiz            | Weltmeisterschaften 2019            |
| 16 | Litauen            | Weltmeisterschaften 2019            |
| 17 | Vereinigte Staaten | Weltmeisterschaften 2019            |
| 18 | Zypern             | Weltmeisterschaften 2019            |
| 19 | Tschechien         | Weltmeisterschaften 2019            |
| 20 | Algerien           | Afrikameisterschaften 2020          |
| 21 | Thailand           | Mussanah Open 2021 (Asien)          |
| 22 | Neuseeland         | Weltmeisterschaften 2020 (Ozeanien) |
| 23 | ROC                | Europameisterschaften 2020          |
| 24 | Mexiko             | Weltcup 2020 (Nordamerika)          |
| 25 | Argentinien        | Südamerikameisterschaften 2020      |

### Laser
| #  | Nation              | Qualifikationswettbewerb                      |
| -- | ------------------- | --------------------------------------------- |
| 1  | Japan               | Gastgeber                                     |
| 2  | Zypern              | Weltmeisterschaften 2018                      |
| 3  | Australien          | Weltmeisterschaften 2018                      |
| 4  | Deutschland         | Weltmeisterschaften 2018                      |
| 5  | Neuseeland          | Weltmeisterschaften 2018                      |
| 6  | Großbritannien      | Weltmeisterschaften 2018                      |
| 7  | Norwegen            | Weltmeisterschaften 2018                      |
| 8  | Frankreich          | Weltmeisterschaften 2018                      |
| 9  | Vereinigte Staaten  | Weltmeisterschaften 2018                      |
| 10 | Finnland            | Weltmeisterschaften 2018                      |
| 11 | Estland             | Weltmeisterschaften 2018                      |
| 12 | Brasilien           | Weltmeisterschaften 2018                      |
| 13 | Kroatien            | Weltmeisterschaften 2018                      |
| 14 | Peru                | Weltmeisterschaften 2018                      |
| 15 | Südkorea            | Weltmeisterschaften 2018                      |
| 16 | Malaysia            | Asienmeisterschaften 2018                     |
| 17 | Schweden            | Weltmeisterschaften 2019                      |
| 18 | Argentinien         | Weltmeisterschaften 2019                      |
| 19 | ROC                 | Weltmeisterschaften 2019                      |
| 20 | Ungarn              | Weltmeisterschaften 2019                      |
| 21 | Slowenien           | Weltmeisterschaften 2019                      |
| 22 | Guatemala           | Panamerikanische Spiele 2019 (Nordamerika)    |
| 23 | El Salvador         | Panamerikanische Spiele 2019 (Südamerika)     |
| 24 | Seychellen          | Afrikameisterschaften                         |
| 25 | Ägypten             | Afrikameisterschaften                         |
| 26 | Singapur            | Mussanah Open 2021 (Asien)                    |
| 27 | Indien              | Mussanah Open 2021 (Asien)                    |
| 28 | Samoa               | Weltmeisterschaften 2020 (Ozeanien)           |
| 29 | Papua-Neuguinea     | Weltmeisterschaften 2020 (Ozeanien)           |
| 30 | Spanien             | Vilamoura International Regatta 2021 (Europa) |
| 31 | Niederlande         | Vilamoura International Regatta 2021 (Europa) |
| 32 | Trinidad und Tobago | Weltcup (Nordamerika)                         |
| 33 | Chile               | Copa Brasil (Südamerika)                      |
| 34 | Montenegro          | Wildcard                                      |
| 35 | St. Lucia           | Wildcard                                      |

### Finn Dinghy
| #  | Nation             | Qualifikationswettbewerb                             |
| -- | ------------------ | ---------------------------------------------------- |
| 1  | Japan              | Gastgeber                                            |
| 2  | Ungarn             | Weltmeisterschaften 2018                             |
| 3  | Schweden           | Weltmeisterschaften 2018                             |
| 4  | Niederlande        | Weltmeisterschaften 2018                             |
| 5  | Neuseeland         | Weltmeisterschaften 2018                             |
| 6  | Kanada             | Weltmeisterschaften 2018                             |
| 7  | Argentinien        | Weltmeisterschaften 2018                             |
| 8  | Großbritannien     | Weltmeisterschaften 2018                             |
| 9  | Türkei             | Weltmeisterschaften 2018                             |
| 10 | Brasilien          | Europameisterschaften 2019 (Weltweite Qualifikation) |
| 11 | Norwegen           | Europameisterschaften 2019 (Weltweite Qualifikation) |
| 12 | Vereinigte Staaten | Europameisterschaften 2019 (Weltweite Qualifikation) |
| 13 | Griechenland       | Europameisterschaften 2019 (Weltweite Qualifikation) |
| 14 | Südafrika          | Finn Gold Cup 2021 (Afrika)                          |
| 15 | China              | Weltcup (Asien)                                      |
| 16 | Australien         | Finn Gold Cup (Ozeanien)                             |
| 17 | Spanien            | Finn Gold Cup 2021 (Europa)                          |
| 18 | Mexiko             | Weltcup (Nordamerika)                                |
| 19 | Venezuela          | Copa Brasil 2019 (Südamerika)                        |

### 470er
| #  | Nation             | Qualifikationswettbewerb                |
| -- | ------------------ | --------------------------------------- |
| 1  | Japan              | Gastgeber                               |
| 2  | Frankreich         | Weltmeisterschaften 2018                |
| 3  | Spanien            | Weltmeisterschaften 2018                |
| 4  | Schweden           | Weltmeisterschaften 2018                |
| 5  | Australien         | Weltmeisterschaften 2018                |
| 6  | Vereinigte Staaten | Weltmeisterschaften 2018                |
| 7  | Italien            | Weltmeisterschaften 2018                |
| 8  | Großbritannien     | Weltmeisterschaften 2018                |
| 9  | Neuseeland         | Weltmeisterschaften 2018                |
| 10 | Griechenland       | Weltmeisterschaften 2019                |
| 11 | ROC                | Weltmeisterschaften 2019                |
| 12 | China              | Weltmeisterschaften 2019                |
| 13 | Türkei             | Weltmeisterschaften 2019                |
| 14 | Angola             | Afrikameisterschaften                   |
| 15 | Südkorea           | Asienmeisterschaften                    |
| 16 | Amerikanisch-Samoa | Sail Melbourne International (Ozeanien) |
| 17 | Portugal           | Weltmeisterschaften 2021 (Europa)       |
| 18 | Kanada             | Weltcup (Nordamerika)                   |
| 19 | Brasilien          | Südamerikameisterschaften               |

### 49er
| #  | Nation         | Qualifikationswettbewerb                      |
| -- | -------------- | --------------------------------------------- |
| 1  | Japan          | Gastgeber                                     |
| 2  | Kroatien       | Weltmeisterschaften 2018                      |
| 3  | Frankreich     | Weltmeisterschaften 2018                      |
| 4  | Deutschland    | Weltmeisterschaften 2018                      |
| 5  | Großbritannien | Weltmeisterschaften 2018                      |
| 6  | Neuseeland     | Weltmeisterschaften 2018                      |
| 7  | Portugal       | Weltmeisterschaften 2018                      |
| 8  | Schweiz        | Weltmeisterschaften 2018                      |
| 9  | Dänemark       | Weltmeisterschaften 2018                      |
| 10 | Spanien        | Weltmeisterschaften 2019                      |
| 11 | Österreich     | Weltmeisterschaften 2019                      |
| 12 | Niederlande    | Weltmeisterschaften 2019                      |
| 13 | Polen          | Weltmeisterschaften 2019                      |
| 14 | Südafrika      | Mussanah Open 2021 (Afrika)                   |
| 15 | Indien         | Mussanah Open 2021 (Asien)                    |
| 16 | Australien     | Weltmeisterschaften 2020 (Ozeanien)           |
| 17 | Irland         | Lanzarote International Regatta 2021 (Europa) |
| 18 | Kanada         | Panamerikanische Spiele 2019 (Nordamerika)    |
| 19 | Brasilien      | Panamerikanische Spiele 2019 (Südamerika)     |

## Frauen

### Windsurfen – RS:X
| #  | Nation             | Qualifikationswettbewerb       |
| -- | ------------------ | ------------------------------ |
| 1  | Japan              | Gastgeber                      |
| 2  | Niederlande        | Weltmeisterschaften 2018       |
| 3  | Frankreich         | Weltmeisterschaften 2018       |
| 4  | China              | Weltmeisterschaften 2018       |
| 5  | Großbritannien     | Weltmeisterschaften 2018       |
| 6  | Polen              | Weltmeisterschaften 2018       |
| 7  | Italien            | Weltmeisterschaften 2018       |
| 8  | Israel             | Weltmeisterschaften 2018       |
| 9  | Spanien            | Weltmeisterschaften 2018       |
| 10 | Dänemark           | Weltmeisterschaften 2018       |
| 11 | ROC                | Weltmeisterschaften 2018       |
| 12 | Estland            | Weltmeisterschaften 2018       |
| 13 | Hongkong           | Weltmeisterschaften 2019       |
| 14 | Brasilien          | Weltmeisterschaften 2019       |
| 15 | Finnland           | Weltmeisterschaften 2019       |
| 16 | Peru               | Weltmeisterschaften 2019       |
| 17 | Türkei             | Weltmeisterschaften 2019       |
| 18 | Mexiko             | Weltmeisterschaften 2019       |
| 19 | Ungarn             | Weltmeisterschaften 2019       |
| 20 | Vereinigte Staaten | Weltmeisterschaften 2019       |
| 21 | Thailand           | Weltmeisterschaften 2019       |
| 22 | Zypern             | Weltmeisterschaften 2019       |
| 23 | Algerien           | Afrikameisterschaften 2019     |
| 24 | Singapur           | Mussanah Open 2021 (Asien)     |
| 25 | Griechenland       | Europameisterschaften 2020     |
| 26 | Kanada             | Weltcup (Nordamerika)          |
| 27 | Argentinien        | Südamerikameisterschaften 2020 |

### Laser Radial
| #  | Nation              | Qualifikationswettbewerb                      |
| -- | ------------------- | --------------------------------------------- |
| 1  | Japan               | Gastgeber                                     |
| 2  | Belgien             | Weltmeisterschaften 2018                      |
| 3  | Niederlande         | Weltmeisterschaften 2018                      |
| 4  | Dänemark            | Weltmeisterschaften 2018                      |
| 5  | Finnland            | Weltmeisterschaften 2018                      |
| 6  | Vereinigte Staaten  | Weltmeisterschaften 2018                      |
| 7  | Kanada              | Weltmeisterschaften 2018                      |
| 8  | Großbritannien      | Weltmeisterschaften 2018                      |
| 9  | Ungarn              | Weltmeisterschaften 2018                      |
| 10 | Schweiz             | Weltmeisterschaften 2018                      |
| 11 | Türkei              | Weltmeisterschaften 2018                      |
| 12 | Polen               | Weltmeisterschaften 2018                      |
| 13 | Griechenland        | Weltmeisterschaften 2018                      |
| 14 | Italien             | Weltmeisterschaften 2018                      |
| 15 | Schweden            | Weltmeisterschaften 2018                      |
| 16 | Frankreich          | Weltmeisterschaften 2018                      |
| 17 | Norwegen            | Weltmeisterschaften 2018                      |
| 18 | China               | Weltmeisterschaften 2018                      |
| 19 | Deutschland         | Weltmeisterschaften 2018                      |
| 20 | Malaysia            | Asienspiele 2018                              |
| 21 | Kroatien            | Weltmeisterschaften 2019                      |
| 22 | Litauen             | Weltmeisterschaften 2019                      |
| 23 | Belarus             | Weltmeisterschaften 2019                      |
| 24 | Australien          | Weltmeisterschaften 2019                      |
| 25 | ROC                 | Weltmeisterschaften 2019                      |
| 26 | Irland              | Weltmeisterschaften 2019                      |
| 27 | Zypern              | Weltmeisterschaften 2019                      |
| 28 | Guatemala           | Weltmeisterschaften 2019                      |
| 29 | Thailand            | Weltmeisterschaften 2019                      |
| 30 | Spanien             | Weltmeisterschaften 2019                      |
| 31 | Argentinien         | Panamerikanische Spiele 2019                  |
| 32 | Uruguay             | Panamerikanische Spiele 2019                  |
| 33 | Mosambik            | Afrikameisterschaften                         |
| 34 | Ägypten             | Afrikameisterschaften                         |
| 35 | Indien              | Mussanah Open 2021 (Asien)                    |
| 36 | Hongkong            | Mussanah Open 2021 (Asien)                    |
| 37 | Fidschi             | Weltmeisterschaften 2020 (Ozeanien)           |
| 38 | Papua-Neuguinea     | Weltmeisterschaften 2020 (Ozeanien)           |
| 39 | Israel              | Vilamoura International Regatta 2021 (Europa) |
| 40 | Portugal            | Vilamoura International Regatta 2021 (Europa) |
| 41 | Mexiko              | Weltcup (Nordamerika)                         |
| 42 | Peru                | Copa Brasil 2019 (Südamerika)                 |
| 43 | Antigua und Barbuda | Wildcard                                      |
| 44 | St. Lucia           | Wildcard                                      |

### 470er
| #  | Nation             | Qualifikationswettbewerb          |
| -- | ------------------ | --------------------------------- |
| 1  | Japan              | Gastgeber                         |
| 2  | Spanien            | Weltmeisterschaften 2018          |
| 3  | Großbritannien     | Weltmeisterschaften 2018          |
| 4  | Frankreich         | Weltmeisterschaften 2018          |
| 5  | China              | Weltmeisterschaften 2018          |
| 6  | Italien            | Weltmeisterschaften 2018          |
| 7  | Griechenland       | Weltmeisterschaften 2018          |
| 8  | Slowenien          | Weltmeisterschaften 2018          |
| 9  | Israel             | Weltmeisterschaften 2018          |
| 10 | Polen              | Weltmeisterschaften 2019          |
| 11 | Brasilien          | Weltmeisterschaften 2019          |
| 12 | Australien         | Weltmeisterschaften 2019          |
| 13 | Niederlande        | Weltmeisterschaften 2019          |
| 14 | Deutschland        | Weltmeisterschaften 2019          |
| 15 | Schweiz            | Weltmeisterschaften 2019          |
| 16 | Schweden           | Weltmeisterschaften 2019          |
| 17 | Mosambik           | Afrikameisterschaften             |
| 18 | Malaysia           | Asienmeisterschaften 2020         |
| 19 | Türkei             | Weltmeisterschaften 2021 (Europa) |
| 20 | Vereinigte Staaten | Weltcup (Nordamerika)             |
| 21 | Argentinien        | Südamerikameisterschaft           |

### 49erFX
| #  | Nation             | Qualifikationswettbewerb                      |
| -- | ------------------ | --------------------------------------------- |
| 1  | Japan              | Gastgeber                                     |
| 2  | Niederlande        | Weltmeisterschaften 2018                      |
| 3  | Österreich         | Weltmeisterschaften 2018                      |
| 4  | Großbritannien     | Weltmeisterschaften 2018                      |
| 5  | Brasilien          | Weltmeisterschaften 2018                      |
| 6  | Dänemark           | Weltmeisterschaften 2018                      |
| 7  | Neuseeland         | Weltmeisterschaften 2018                      |
| 8  | Norwegen           | Weltmeisterschaften 2018                      |
| 9  | Australien         | Weltmeisterschaften 2018                      |
| 10 | Deutschland        | Weltmeisterschaften 2019                      |
| 11 | Argentinien        | Weltmeisterschaften 2019                      |
| 12 | Vereinigte Staaten | Weltmeisterschaften 2019                      |
| 13 | Polen              | Weltmeisterschaften 2019                      |
| 14 | Spanien            | Weltmeisterschaften 2019                      |
| 15 | Singapur           | Weltmeisterschaften 2019                      |
| 16 | Frankreich         | Weltmeisterschaften 2019                      |
| 17 | Tunesien           | Mussanah Open 2021 (Afrika)                   |
| 18 | China              | Mussanah Open 2021 (Asien)                    |
| 19 | Belgien            | Lanzarote International Regatta 2021 (Europa) |
| 20 | Kanada             | Panamerikanische Spiele 2019 (Nordamerika)    |
| 21 | Peru               | Panamerikanische Spiele 2019 (Südamerika)     |

## Mixed

### Multihull – Nacra 17
| #  | Nation             | Qualifikationswettbewerb                      |
| -- | ------------------ | --------------------------------------------- |
| 1  | Japan              | Gastgeber                                     |
| 2  | Italien            | Weltmeisterschaften 2018                      |
| 3  | Australien         | Weltmeisterschaften 2018                      |
| 4  | Argentinien        | Weltmeisterschaften 2018                      |
| 5  | Dänemark           | Weltmeisterschaften 2018                      |
| 6  | Brasilien          | Weltmeisterschaften 2018                      |
| 7  | Großbritannien     | Weltmeisterschaften 2018                      |
| 8  | Österreich         | Weltmeisterschaften 2018                      |
| 9  | Neuseeland         | Weltmeisterschaften 2018                      |
| 10 | Spanien            | Weltmeisterschaften 2019                      |
| 11 | Frankreich         | Weltmeisterschaften 2019                      |
| 12 | Deutschland        | Weltmeisterschaften 2019                      |
| 13 | Vereinigte Staaten | Weltmeisterschaften 2019                      |
| 14 | Norwegen           | Weltmeisterschaften 2019                      |
| 15 | Schweden           | Weltmeisterschaften 2019                      |
| 16 | Tunesien           | Lanzarote International Regatta 2021 (Afrika) |
| 17 | China              | Asienmeisterschaften                          |
| 18 | Finnland           | Lanzarote International Regatta 2021 (Europa) |
| 19 | Puerto Rico        | Panamerikanische Spiele 2019 (Nordamerika)    |
| 20 | Uruguay            | Panamerikanische Spiele 2019 (Südamerika)     |